# Campionato europeo maschile under 20 di pallavolo 2016
Il campionato europeo maschile under 20 di pallavolo 2016 si è svolto dal 2 al 10 settembre 2016 a Plovdiv e Varna, in Bulgaria: al torneo hanno partecipato dodici squadre nazionali under 20 europee e la vittoria finale è andata per la seconda volta alla Polonia.

## Qualificazioni
Al torneo hanno partecipato: la nazionale del paese organizzatore e undici nazionali qualificate tramite il torneo di qualificazione.

## Impianti
|                                                                |                                                                                        |  |
|                                                                |                                                                                        |  |
| Kolodruma Città: Plovdiv Capienza: 6 100 Anno d'apertura: 2015 | Palazzo della cultura e dello sport Città: Varna Capienza: 5 500 Anno d'apertura: 1968 |  |

## Regolamento

### Formula
Le squadre hanno disputato una prima fase a gironi con formula del girone all'italiana; al termine della prima fase:
- Le prime due classificate di ogni girone hanno acceduto alla fase finale per il primo posto strutturata in semifinali, finale per il terzo posto e finale.
- La seconda e la terza classificata di ogni girone hanno acceduto alla finale per il quinto posto strutturata in semifinali, finale per il settimo posto e finale per il quinto posto.

### Criteri di classifica
Se il risultato finale è stato di 3-0 o 3-1 sono stati assegnati 3 punti alla squadra vincente e 0 a quella sconfitta, se il risultato finale è stato di 3-2 sono stati assegnati 2 punti alla squadra vincente e 1 a quella sconfitta.
L'ordine del posizionamento in classifica è stato definito in base a:
- Numero di partite vinte;
- Punti;
- Ratio dei set vinti/persi;
- Ratio dei punti realizzati/subiti;
- Risultati degli scontri diretti.

## Squadre partecipanti
| Squadra     | Qualificazione                            | Ultima partecipazione               |
| ----------- | ----------------------------------------- | ----------------------------------- |
| Bielorussia | 2ª al torneo di qualificazione (girone I) | Bielorussia 2010                    |
| Bulgaria    | Paese organizzatore                       | / Repubblica Ceca e Slovacchia 2014 |
| Francia     | 1ª al torneo di qualificazione (girone E) | / Repubblica Ceca e Slovacchia 2014 |
| Germania    | 1ª al torneo di qualificazione (girone H) | / Polonia e Danimarca 2012          |
| Italia      | 1ª al torneo di qualificazione (girone B) | / Repubblica Ceca e Slovacchia 2014 |
| Polonia     | 1ª al torneo di qualificazione (girone D) | / Repubblica Ceca e Slovacchia 2014 |
| Rep. Ceca   | 1ª al torneo di qualificazione (girone I) | / Repubblica Ceca e Slovacchia 2014 |
| Russia      | 1ª al torneo di qualificazione (girone A) | / Repubblica Ceca e Slovacchia 2014 |
| Serbia      | 1ª al torneo di qualificazione (girone G) | / Repubblica Ceca e Slovacchia 2014 |
| Slovenia    | 1ª al torneo di qualificazione (girone F) | / Repubblica Ceca e Slovacchia 2014 |
| Turchia     | 1ª al torneo di qualificazione (girone C) | / Repubblica Ceca e Slovacchia 2014 |
| Ucraina     | 2ª al torneo di qualificazione (girone H) | Russia 2006                         |

## Torneo

### Fase a gironi
| Girone I | Girone II   |
| -------- | ----------- |
| Bulgaria | Bielorussia |
| Francia  | Italia      |
| Germania | Rep. Ceca   |
| Polonia  | Russia      |
| Slovenia | Serbia      |
| Ucraina  | Turchia     |

#### Girone I

##### Risultati
| 2 settembre 2016 Kolodruma, Plovdiv Durata: 1h:59 - Spettatori: 100   | Francia  | 2 - 3 | Polonia  | 25–20, 25–22, 15–25, 22–25, 11–15 |
| 2 settembre 2016 Kolodruma, Plovdiv Durata: 2h:34 - Spettatori: 750   | Bulgaria | 2 - 3 | Ucraina  | 28-26, 25-22, 23-25, 26-28, 9-15  |
| 2 settembre 2016 Kolodruma, Plovdiv Durata: 1h:44 - Spettatori: 80    | Germania | 3 - 1 | Slovenia | 25-27, 25-18, 25-19, 25-21        |
| 3 settembre 2016 Kolodruma, Plovdiv Durata: 1h:15 - Spettatori: 100   | Polonia  | 3 - 0 | Ucraina  | 25-21, 25-20, 25-18               |
| 3 settembre 2016 Kolodruma, Plovdiv Durata: 1h:05 - Spettatori: 800   | Slovenia | 0 - 3 | Bulgaria | 18-25, 15-25, 18-25               |
| 3 settembre 2016 Kolodruma, Plovdiv Durata: 2h:13 - Spettatori: 80    | Francia  | 2 - 3 | Germania | 23-25, 33-31, 25-19, 14-25, 14-16 |
| 4 settembre 2016 Kolodruma, Plovdiv Durata: 1h:06 - Spettatori: 80    | Ucraina  | 3 - 0 | Slovenia | 25-18, 25-11, 25-19               |
| 4 settembre 2016 Kolodruma, Plovdiv Durata: 1h:53 - Spettatori: 650   | Bulgaria | 3 - 2 | Francia  | 25-23, 22-25, 25-23, 19-25, 15-10 |
| 4 settembre 2016 Kolodruma, Plovdiv Durata: 1h:14 - Spettatori: 220   | Germania | 0 - 3 | Polonia  | 16-25, 20-25, 17-25               |
| 6 settembre 2016 Kolodruma, Plovdiv Durata: 1h:12 - Spettatori: 150   | Francia  | 0 - 3 | Ucraina  | 15-25, 19-25, 24-26               |
| 6 settembre 2016 Kolodruma, Plovdiv Durata: 1h:16 - Spettatori: 1 750 | Germania | 0 - 3 | Bulgaria | 23-25, 17-25, 17-25               |
| 6 settembre 2016 Kolodruma, Plovdiv Durata: 1h:35 - Spettatori: 100   | Polonia  | 3 - 1 | Slovenia | 25-16, 23-25, 25-19, 25-19        |
| 7 settembre 2016 Kolodruma, Plovdiv Durata: 1h:12 - Spettatori: 150   | Ucraina  | 3 - 0 | Germania | 25-18, 25-22, 25-19               |
| 7 settembre 2016 Kolodruma, Plovdiv Durata: 1h:16 - Spettatori: 1 350 | Bulgaria | 0 - 3 | Polonia  | 22-25, 22-25, 20-25               |
| 7 settembre 2016 Kolodruma, Plovdiv Durata: 1h:15 - Spettatori: 50    | Slovenia | 0 - 3 | Francia  | 23-25, 22-25, 22-25               |

##### Classifica
| Pos | Squadra  | Pt | G | V | P | SV | SP | Ratio | PF  | PS  | Ratio |
| --- | -------- | -- | - | - | - | -- | -- | ----- | --- | --- | ----- |
| 1   | Polonia  | 14 | 5 | 5 | 0 | 15 | 3  | 5.000 | 430 | 353 | 1.218 |
| 2   | Ucraina  | 11 | 5 | 4 | 1 | 12 | 5  | 2.400 | 401 | 351 | 1.142 |
| 3   | Bulgaria | 9  | 5 | 3 | 2 | 11 | 8  | 1.375 | 431 | 405 | 1.064 |
| 4   | Germania | 5  | 5 | 2 | 3 | 6  | 12 | 0.500 | 385 | 419 | 0.918 |
| 5   | Francia  | 6  | 5 | 1 | 4 | 9  | 12 | 0.750 | 446 | 472 | 0.944 |
| 6   | Slovenia | 0  | 5 | 0 | 5 | 2  | 15 | 0.133 | 330 | 423 | 0.780 |

#### Girone II

##### Risultati
| 2 settembre 2016 Palazzo della cultura e dello sport, Varna Durata: 1h:49 - Spettatori: 60  | Turchia     | 2 - 3 | Serbia      | 25-21, 15-25, 18-25, 25-13, 13-15 |
| 2 settembre 2016 Palazzo della cultura e dello sport, Varna Durata: 1h:09 - Spettatori: 70  | Bielorussia | 0 - 3 | Russia      | 13-25, 19-25, 16-25               |
| 2 settembre 2016 Palazzo della cultura e dello sport, Varna Durata: 1h:45 - Spettatori: 100 | Rep. Ceca   | 1 - 3 | Italia      | 22-25, 25-20, 21-25, 20-25        |
| 3 settembre 2016 Palazzo della cultura e dello sport, Varna Durata: 1h:09 - Spettatori: 50  | Turchia     | 3 - 0 | Bielorussia | 25-22, 25-13, 25-20               |
| 3 settembre 2016 Palazzo della cultura e dello sport, Varna Durata: 1h:12 - Spettatori: 110 | Serbia      | 0 - 3 | Italia      | 15-25, 24-26, 20-25               |
| 3 settembre 2016 Palazzo della cultura e dello sport, Varna Durata: 1h:58 - Spettatori: 100 | Russia      | 3 - 2 | Rep. Ceca   | 25-16, 22-25, 26-28, 25-17, 15-11 |
| 4 settembre 2016 Palazzo della cultura e dello sport, Varna Durata: 2h:02 - Spettatori: 75  | Bielorussia | 2 - 3 | Serbia      | 23-25, 25-17, 21-25, 25-21, 11-15 |
| 4 settembre 2016 Palazzo della cultura e dello sport, Varna Durata: 1h:09 - Spettatori: 75  | Rep. Ceca   | 0 - 3 | Turchia     | 19-25, 13-25, 18-25               |
| 4 settembre 2016 Palazzo della cultura e dello sport, Varna Durata: 1h:52 - Spettatori: 150 | Italia      | 3 - 2 | Russia      | 22-25, 16-25, 26-24, 25-12, 15-13 |
| 6 settembre 2016 Palazzo della cultura e dello sport, Varna Durata: 1h:18 - Spettatori: 52  | Bielorussia | 0 - 3 | Rep. Ceca   | 23-25, 22-25, 18-25               |
| 6 settembre 2016 Palazzo della cultura e dello sport, Varna Durata: 1h:56 - Spettatori: 100 | Turchia     | 2 - 3 | Italia      | 25-19, 21-25, 25-20, 21-25, 8-15  |
| 6 settembre 2016 Palazzo della cultura e dello sport, Varna Durata: 1h:16 - Spettatori: 75  | Serbia      | 0 - 3 | Russia      | 19-25, 23-25, 20-25               |
| 7 settembre 2016 Palazzo della cultura e dello sport, Varna Durata: 1h:11 - Spettatori: 23  | Italia      | 3 - 0 | Bielorussia | 25-18, 25-23, 25-21               |
| 7 settembre 2016 Palazzo della cultura e dello sport, Varna Durata: 2h:00 - Spettatori: 70  | Rep. Ceca   | 2 - 3 | Serbia      | 25-20, 20-25, 20-25, 25-23, 12-15 |
| 7 settembre 2016 Palazzo della cultura e dello sport, Varna Durata: 1h:46 - Spettatori: 95  | Russia      | 3 - 1 | Turchia     | 25-27, 25-19, 25-18, 25-21        |

##### Classifica
| Pos | Squadra     | Pt | G | V | P | SV | SP | Ratio | PF  | PS  | Ratio |
| --- | ----------- | -- | - | - | - | -- | -- | ----- | --- | --- | ----- |
| 1   | Italia      | 13 | 5 | 5 | 0 | 15 | 5  | 3.000 | 454 | 408 | 1.112 |
| 2   | Russia      | 12 | 5 | 4 | 1 | 14 | 6  | 2.333 | 462 | 396 | 1.166 |
| 3   | Serbia      | 6  | 5 | 3 | 2 | 9  | 12 | 0.750 | 431 | 454 | 0.949 |
| 4   | Turchia     | 8  | 5 | 2 | 3 | 11 | 9  | 1.222 | 431 | 408 | 1.056 |
| 5   | Rep. Ceca   | 5  | 5 | 1 | 4 | 8  | 12 | 0.666 | 412 | 454 | 0.907 |
| 6   | Bielorussia | 1  | 5 | 0 | 5 | 2  | 15 | 0.133 | 333 | 403 | 0.826 |

### Fase finale

#### Finali 1º e 3º posto
|  | Semifinali | Semifinali | Semifinali |         |         | Finale 1º/2º posto | Finale 1º/2º posto | Finale 1º/2º posto |  |
|  |            |            |            |         |         |                    |                    |                    |  |
|  | Polonia    | Polonia    | 3          |         |         |                    |                    |                    |  |
|  | Polonia    | Polonia    | 3          |         |         |                    |                    |                    |  |
|  | Russia     | Russia     | 1          |         |         |                    |                    |                    |  |
|  | Russia     | Russia     | 1          |         | Polonia | Polonia            | 3                  |                    |  |
|  |            |            |            |         | Polonia | Polonia            | 3                  |                    |  |
|  |            |            | Ucraina    | Ucraina | 1       |                    |                    |                    |  |
|  | Italia     | Italia     | Ucraina    | Ucraina | 1       | 2                  |                    |                    |  |
|  | Italia     | Italia     |            |         |         | 2                  |                    |                    |  |
|  | Ucraina    | Ucraina    | 3          |         |         | Finale 3º/4º posto | Finale 3º/4º posto | Finale 3º/4º posto |  |
|  | Ucraina    | Ucraina    | 3          |         |         |                    |                    |                    |  |
|  |            |            |            |         |         |                    |                    |                    |  |
|  |            |            |            |         |         | Russia             | Russia             | 3                  |  |
|  |            |            |            |         |         | Russia             | Russia             | 3                  |  |
|  |            |            |            |         |         | Italia             | Italia             | 1                  |  |

##### Semifinali
| 9 settembre 2016 Kolodruma, Plovdiv Durata: 1h:44 - Spettatori: 300 | Polonia | 3 - 1 | Russia  | 25-23, 25-20, 19-25, 25-22        |
| 9 settembre 2016 Kolodruma, Plovdiv Durata: 1h:58 - Spettatori: 100 | Italia  | 2 - 3 | Ucraina | 12-25, 26-24, 25-15, 24-26, 13-15 |

##### Finale 3º posto
| 10 settembre 2016 Kolodruma, Plovdiv Durata: 1h:45 - Spettatori: 150 | Russia | 3 - 1 | Italia | 23-25, 25-21, 25-17, 25-18 |

##### Finale
| 10 settembre 2016 Kolodruma, Plovdiv Durata: 1h:42 - Spettatori: 750 | Polonia | 3 - 1 | Ucraina | 29-27, 25-21, 21-25, 25-12 |

#### Finali 5º e 7º posto
|  | Semifinali | Semifinali | Semifinali |          |         | Finale 5º/6º posto | Finale 5º/6º posto | Finale 5º/6º posto |  |
|  |            |            |            |          |         |                    |                    |                    |  |
|  | Bulgaria   | Bulgaria   | 2          |          |         |                    |                    |                    |  |
|  | Bulgaria   | Bulgaria   | 2          |          |         |                    |                    |                    |  |
|  | Turchia    | Turchia    | 3          |          |         |                    |                    |                    |  |
|  | Turchia    | Turchia    | 3          |          | Turchia | Turchia            | 3                  |                    |  |
|  |            |            |            |          | Turchia | Turchia            | 3                  |                    |  |
|  |            |            | Germania   | Germania | 1       |                    |                    |                    |  |
|  | Germania   | Germania   | Germania   | Germania | 1       | 3                  |                    |                    |  |
|  | Germania   | Germania   |            |          |         | 3                  |                    |                    |  |
|  | Serbia     | Serbia     | 2          |          |         | Finale 7º/8º posto | Finale 7º/8º posto | Finale 7º/8º posto |  |
|  | Serbia     | Serbia     | 2          |          |         |                    |                    |                    |  |
|  |            |            |            |          |         |                    |                    |                    |  |
|  |            |            |            |          |         | Bulgaria           | Bulgaria           | 1                  |  |
|  |            |            |            |          |         | Bulgaria           | Bulgaria           | 1                  |  |
|  |            |            |            |          |         | Serbia             | Serbia             | 3                  |  |

##### Semifinali
| 9 settembre 2016 Kolodruma, Plovdiv Durata: 2h:01 - Spettatori: 150 | Germania | 3 - 2 | Serbia  | 26-28, 25-21, 18-25, 25-17, 15-7  |
| 9 settembre 2016 Kolodruma, Plovdiv Durata: 1h:49 - Spettatori: 400 | Bulgaria | 2 - 3 | Turchia | 25-19, 24-26, 25-19, 14-25, 11-15 |

##### Finale 7º posto
| 10 settembre 2016 Kolodruma, Plovdiv Durata: 1h:41 - Spettatori: 125 | Bulgaria | 1 - 3 | Serbia | 25-20, 23-25, 23-25, 21-25 |

##### Finale 5º posto
| 10 settembre 2016 Kolodruma, Plovdiv Durata: 1h:33 - Spettatori: 150 | Turchia | 3 - 1 | Germania | 18-25, 25-15, 25-15, 25-23 |

## Podio

### Campione
Formazione: 2 Bartosz Kwolek, 3 Jakub Kochanowski, 4 Łukasz Kozub, 6 Szymon Jakubiszak, 9 Jakub Ziobrowski, 10 Damian Domagała, 12 Dawid Woch, 13 Mateusz Masłowski, 15 Norbert Huber, 17 Łukasz Rajchelt, 18 Tomasz Fornal, 20 Sławomir Busch, CT: Sebastian Pawlik

### Secondo posto
Formazione: 1 Tymofij Polujan, 2 Oleksiy Holoven, 3 Volodymyr Ostapenko, 5 Oleh Plotnyc'kyj, 6 Vitalii Kucher, 7 Kyrylo Lykhodid, 8 Andrii Rohozhyn, 9 Dmytro Vijec'kyj, 10 Mykhaiylo Stolbunov, 11 Dmytro Kanajev, 12 Heorhii Klepko, 14 Volodymyr Andriiuk, CT: Mykola Pasazhin

### Terzo posto
Formazione: 1 Anton Sëmyšev, 2 Maksim Kosmin, 3 Il'ja Spodobec, 5 Konstantin Abaev, 6 Aleksej Kononov, 7 Pëtr Golovin, 8 Aleksandr Mel'nikov, 9 Aleksej Čančikov, 10 Dmitrij Jakovlev, 12 Sergej Melkozerov, 18 Pavel Achaminov, 20 Ivan Piskarëv, CT: Michail Nikolaev

## Classifica finale
| Pos     | Squadra     |
| ------- | ----------- |
| Oro     | Polonia     |
| Argento | Ucraina     |
| Bronzo  | Russia      |
| 4       | Italia      |
| 5       | Turchia     |
| 6       | Germania    |
| 7       | Serbia      |
| 8       | Bulgaria    |
| 9       | Francia     |
| 10      | Rep. Ceca   |
| 11      | Bielorussia |
| 12      | Slovenia    |

## Premi individuali
| Premio                | Nome              | Squadra  |
| --------------------- | ----------------- | -------- |
| MVP                   | Oleh Plotnyc'kyj  | Ucraina  |
| Miglior palleggiatore | Riccardo Sbertoli | Italia   |
| Miglior opposto       | Jakub Ziobrowski  | Polonia  |
| Miglior schiacciatore | Oleh Plotnyc'kyj  | Ucraina  |
| Miglior schiacciatore | Bartosz Kwolek    | Polonia  |
| Miglior centrale      | Aleksei Kononov   | Russia   |
| Miglior centrale      | Gianluca Galassi  | Italia   |
| Miglior libero        | Stanislav Dramov  | Bulgaria |